# Mitophyllus gibbosus
Mitophyllus gibbosus is een keversoort uit de familie vliegende herten (Lucanidae). De wetenschappelijke naam van de soort is voor het eerst geldig gepubliceerd in 1884 door Broun.